# Корралес
Корралес (ісп. Corrales) — муніципалітет в Іспанії, у складі автономної спільноти Кастилія-і-Леон, у провінції Самора. Населення — 1077 осіб (2010).
Муніципалітет розташований на відстані близько 200 км на північний захід від Мадрида, 16 км на південь від Самори.
На території муніципалітету розташовані такі населені пункти: (дані про населення за 2010 рік)
- Корралес: 851 особа
- Фуенте-ель-Карнеро: 54 особи
- Пелеас-де-Арріба: 172 особи

## Демографія
Динаміка населення (INE ):